# یسکان تپه ۳
یسکان تپه ۳ مربوط به دوران‌های تاریخی پس از اسلام است و در شهرستان آبیک، روستای قره قباد واقع شده و این اثر در تاریخ ۱۷ اسفند ۱۳۸۱ با شمارهٔ ثبت ۷۵۵۰ به‌عنوان یکی از آثار ملی ایران به ثبت رسیده است.